# Lontra felina
El chungungo, gato de mar, gato marino, chinguno, huallaque (pescadores de los ríos Majes y Ocoña de Arequipa) o chinchimén (Lontra felina) es una nutria que habita en las costas pacíficas  y del Atlántico Sur de Sudamérica. Es la especie más pequeña del género Lontra, que incluye además varias especies fluviales americanas, y la única marina.

## Descripción
Alcanza unos 70-80 cm, a los que hay que sumar otros 30 cm de la cola, y llega a pesar unos 5 kg. El color es un pardo oscuro, con un pelaje de unos 20 mm que oculta una borra de aproximadamente 12 mm de reflejos azulados. Las patas cortas son palmeadas y de uñas fuertes, y su palma es la única parte del cuerpo no cubierta por un pelaje espeso. Es el mamífero marino más pequeño del mundo.

## Hábitat
Estos habitan mayormente en costas rocosas, muy rara vez se puede ver en playas, siendo en el agua un gran buceador que logra nadar tranquilamente en el oleaje más tempestuoso.
De forma natural se encuentran desde Chimbote en Perú hacia el sur, a lo largo de toda la costa de Chile, hasta el archipiélago de Tierra del Fuego, incluyendo el sector argentino. También hay algunos ejemplares en las Malvinas, donde se naturalizaron después de que fueran introducidos con intención de criarlos. Aunque nunca se alejan mucho de la orilla, pueden ascender corriente arriba por los ríos, habiéndoselos registrado en los ríos Majes y Ocoña de Arequipa. Parece que habitualmente tienen un comportamiento monógamo. Los cachorros nacen entre enero y marzo y son cuidados por ambos padres durante unos 10 meses. En el agua, estos son transportados sobre el vientre de sus mayores, como los alimentos.
El chungungo es un animal raro, con poblaciones muy localizadas y considerado en peligro de extinción.
Un lugar de fácil acceso donde sigue siendo posible observarlos, es el sector de Los Molles, uno de los Sitios Prioritarios de Conservación de la Biodiversidad de la Región de Valparaíso.

## Alimentación
Se alimentan de pequeños animales que capturan sumergiéndose hasta el fondo a poca distancia de la costa. Comen las presas pequeñas sobre su pecho mientras flotan de espaldas, la misma postura con que transportan hasta la orilla a las presas mayores (aves marinas). También se las ve a veces consumiendo los frutos de las bromeliáceas.

## Conservación
La ONG Fundación Lontra se ha dedicado a su protección en Chile. Numerosos esfuerzos han llevado a que esta especie aumente en cantidad en este ecosistema.

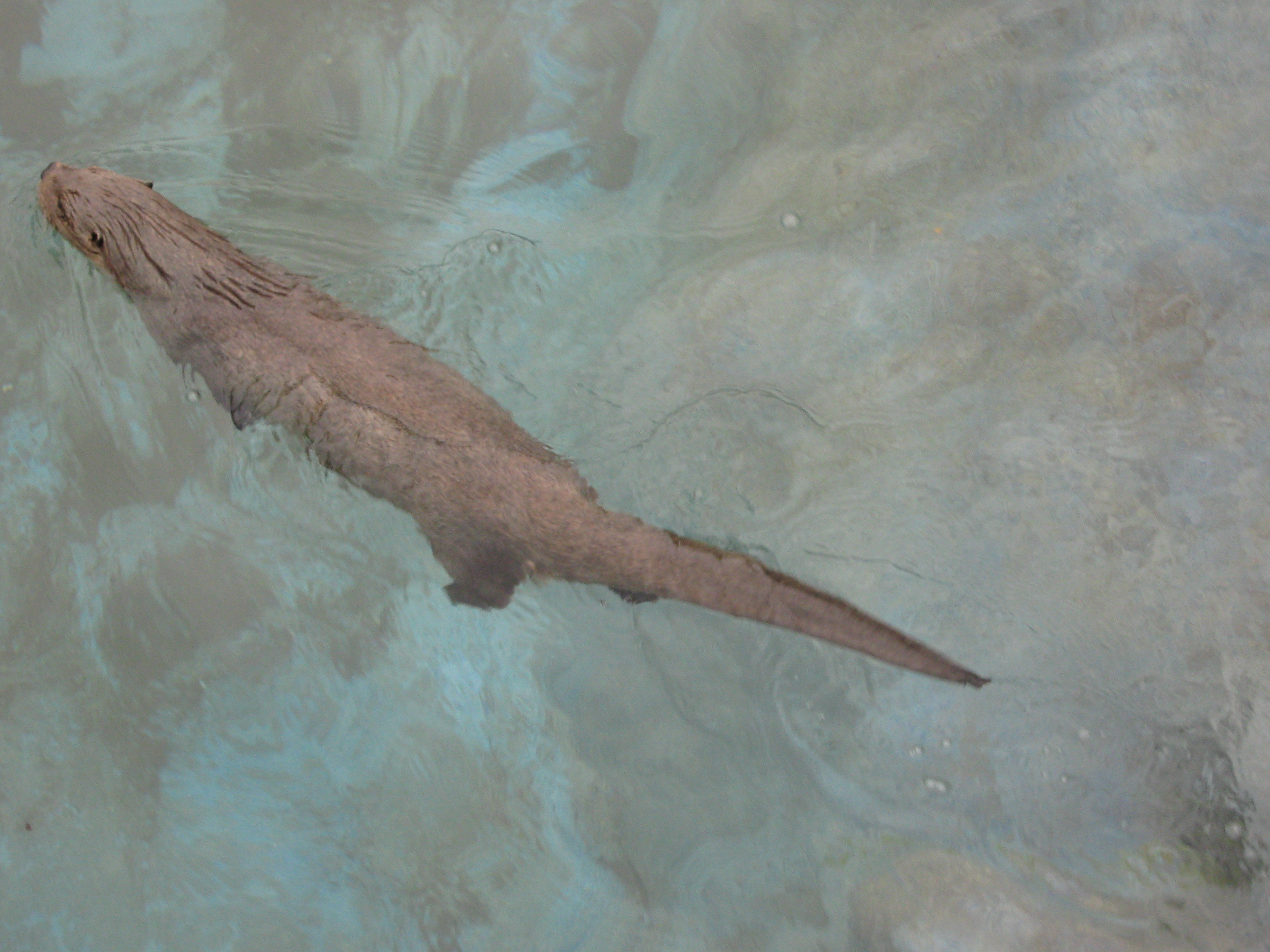
Un chungungo Nadia do en el Parque de las Leyendas (Sede Huachipa)
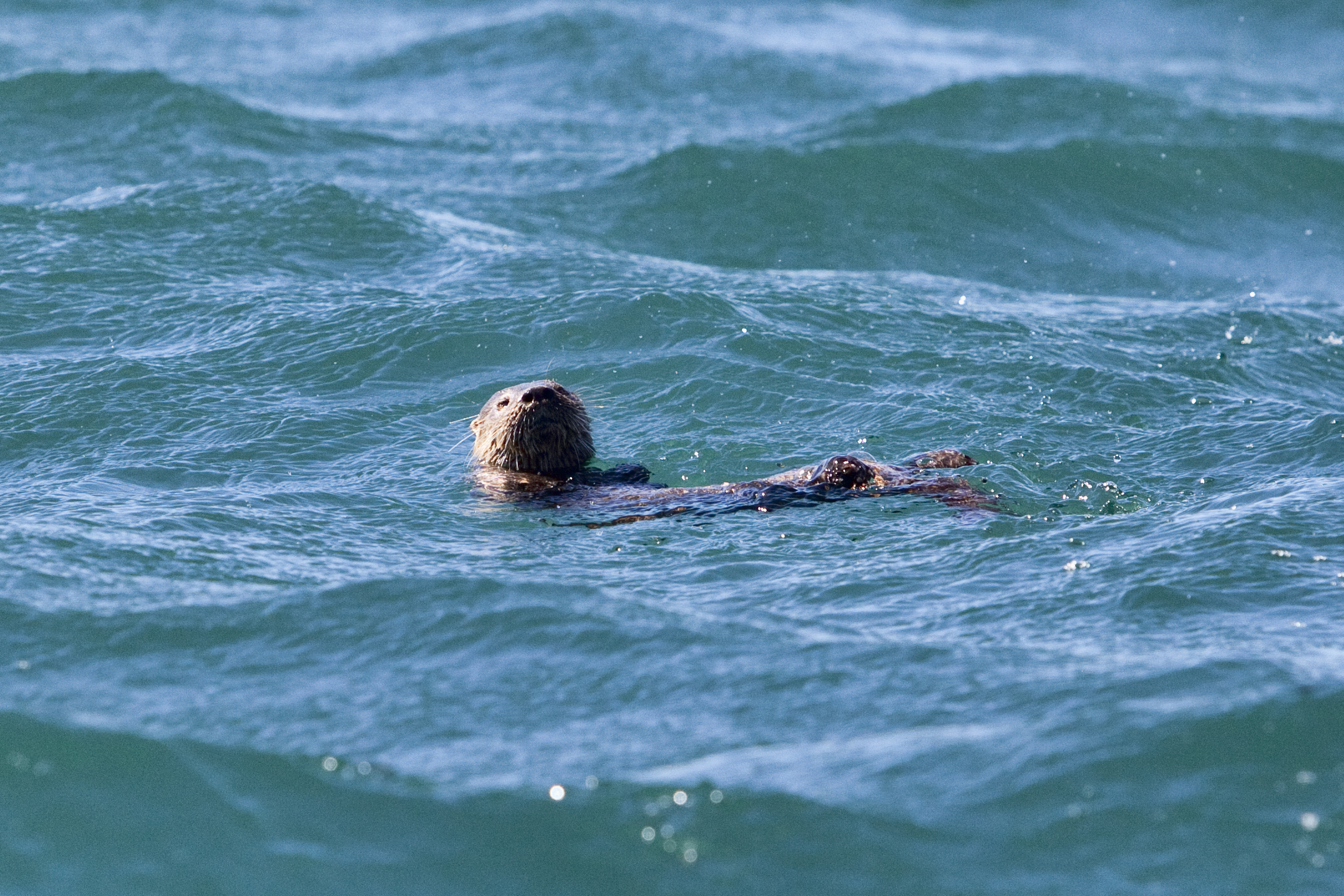
Un chungungo en el Monumento natural Islotes de Puñihuil
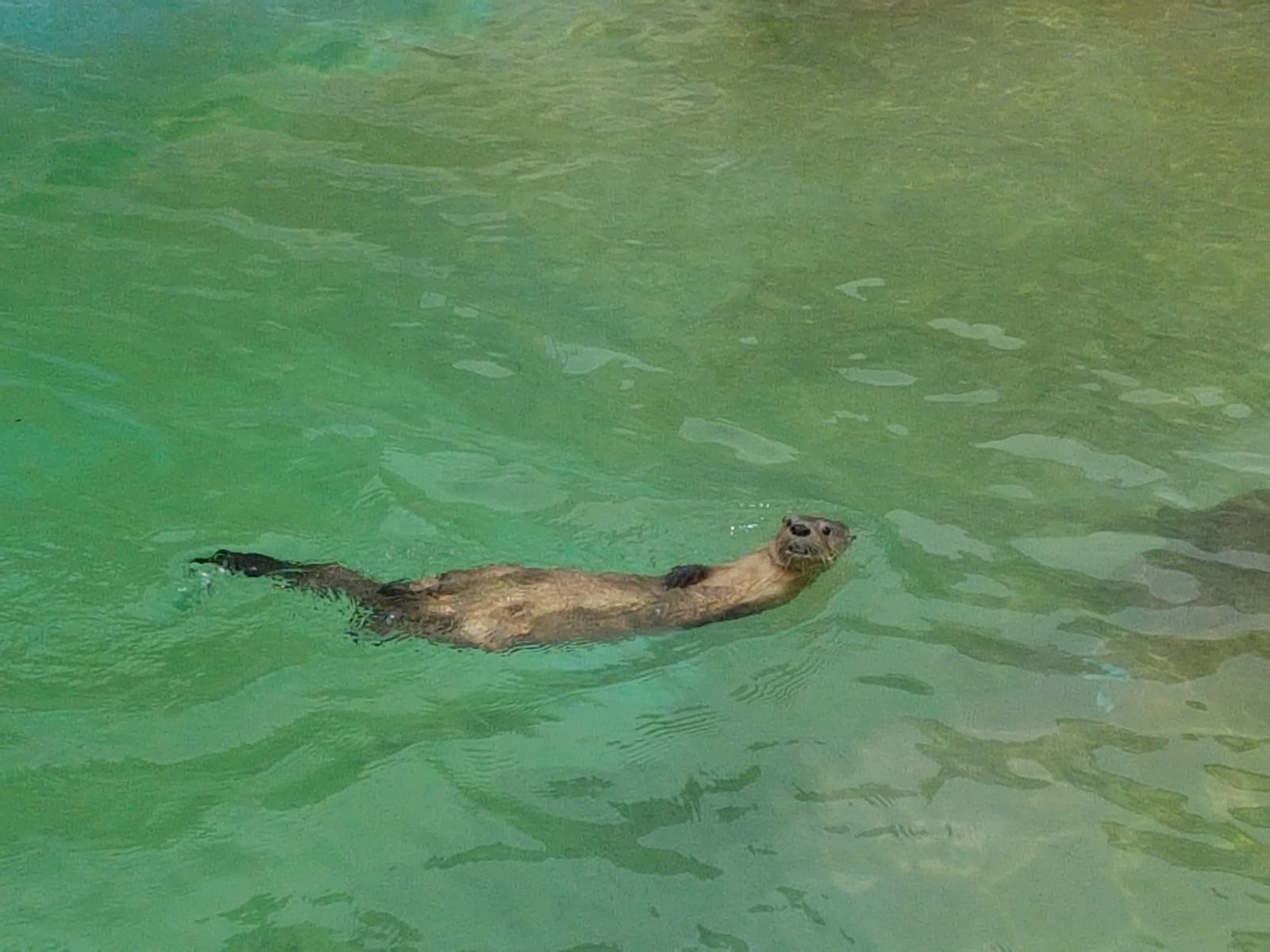
Chungungo nadando en Parque de las leyendas (Huachipa)